# Цвиркунов, Яков Вадимович
Я́ков Вади́мович Цвиркуно́в (род. 27 июля 1975, Ленинград, СССР) — российский рок-музыкант, гитарист группы «Северный Флот». В прошлом участник группы «Король и Шут».

## Биография
Родился 27 июля 1975 года в Ленинграде. По словам самого Якова Цвиркунова, в школьные годы он был «пай-мальчиком» и если бы кто-нибудь сказал, что в будущем Яков будет играть в панк-группе, то он рассмеялся бы тому человеку в лицо.

Мои отношения с музыкой складывались совершенно спонтанно. В детстве, когда у меня не было даже магнитофона, мне приснилось, что я стою на сцене огромного стадиона, что-то типа нынешнего СКК — стою с белой гитарой и что-то играю. Стою справа, как я сейчас стою на сцене, народ в зале прётся. Тогда, в детстве, я бы ни за что не поверил, что буду серьёзно заниматься музыкой.
Начал слушать музыку с группы «Кино», а когда Виктор Цой погиб, купил почти все альбомы коллектива. Затем увлёкся творчеством «Алисы», и, по словам Якова, «это было сумасшествие по полной программе». После этого больше интересовался музыкой западных рок-групп.
После школы поступил в Санкт-Петербургский финансово-экономический университет, который окончил в 1997 году, после этого ещё три года там числился аспирантом. На младших курсах Яков ещё думал построить карьеру, связанную со своей специальностью. Всерьёз заинтересовался игрой на гитаре совершенно случайно. После первого курса Яков поехал со стройотрядом в Ставрополь. Ехать пришлось на поезде двое суток и от нечего делать Яков начал учиться брать аккорды на гитаре, которая лежала на верхней полке. После возвращения в Санкт-Петербург он пошёл в гитарную школу, которая располагалась на улице Ушинского. Преподавателем был Александр Николаевич Смирнов. В итоге Яков занимался в этой школе более двух лет. Наибольшее влияние как на гитариста на него оказала группа Metallica, которую и по сей день для себя Яков ставит на первое место.
Играл в различных неформальных, практически неизвестных группах. С 1994 года был гитаристом тяжёлой альтернативной команды «Аусвайс». В 1995 году Яков на одном из концертов в клубе «Там-там» познакомился с Михаилом Горшенёвым, который предложил ему стать участником группы «Король и Шут». Какое-то время Яков совмещал работу в обоих коллективах, но через некоторое время «Аусвайс» тихо прекратили своё существование. Таким образом Яков окончательно стал постоянным участником группы «Король и Шут». Все номерные альбомы «Короля и Шута» записаны при участии Якова. По специальности поработать практически не успел, всё время заняла группа. В 2003 году принял участие в проекте «Рок-группа» вместе с Горшком, Князем, Балу и Ренегатом в песне «Кошка».
С 2013 года является участником группы «Северный Флот».
Из музыки наибольшее влияние оказали: Metallica, AC/DC, Bad Religion, U2, Billy Idol, Clawfinger, Depeche Mode, Megadeth, Slayer, Оззи Осборн, Paradise Lost, Shpongle, Spinal Tap, Стинг, Toy Dolls и другие.
Раньше Яков являлся официальным эндорсером гитар «Gibson» в России.

## Гитары
- Fender Stratocaster
- Gibson Explorer Pro
- Gibson Les Paul Standard
- Gibson SG 61 Re-Issue
- Martin DC Aura (акустическая)
- PRS Custom 24
- Gibson Les Paul Custom 1978 Wine Red
- Gibson Les Paul Custom 1990 Black
- Cheri Stratocaster Korea (1996-1998)